# Andreas Kisser

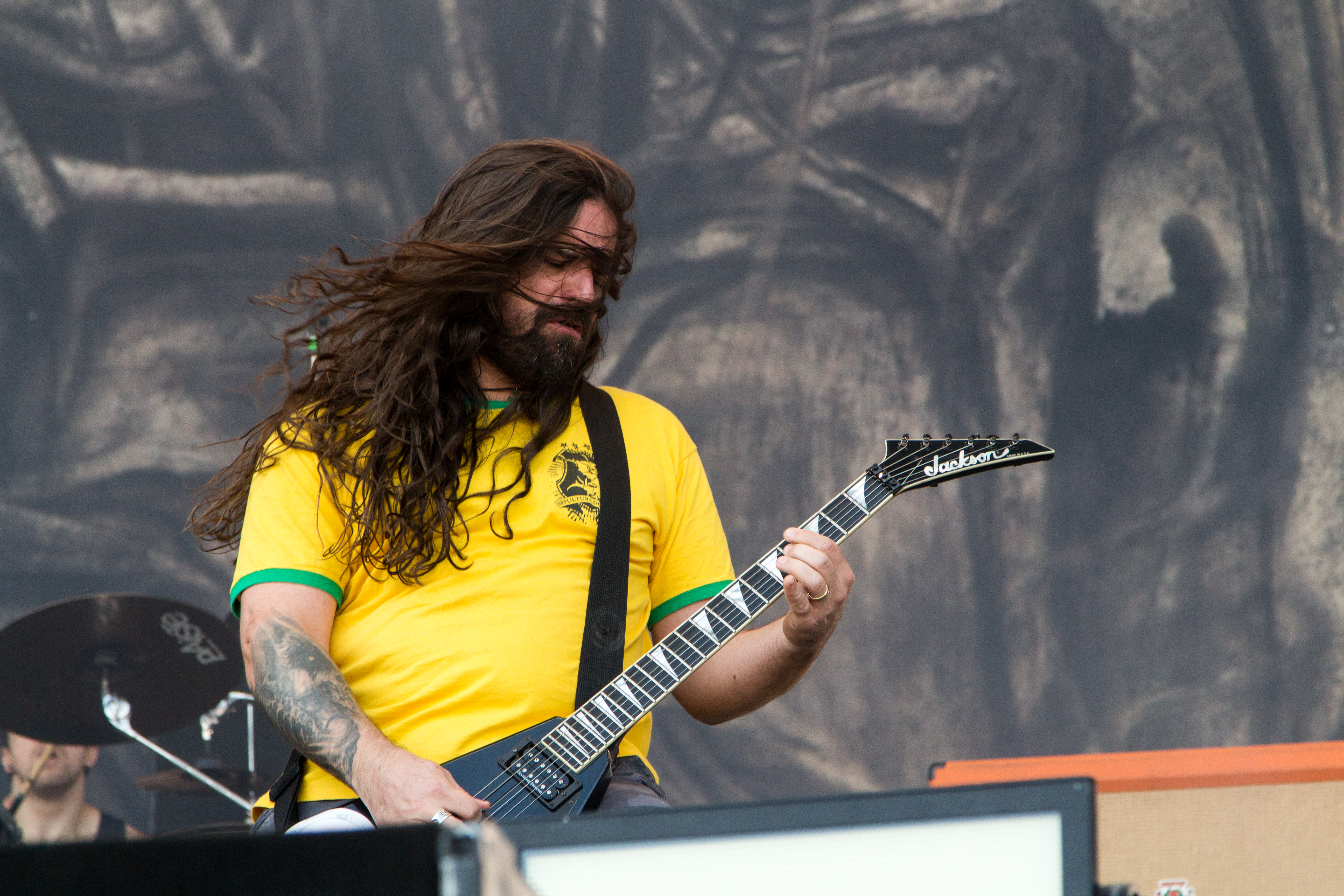
Andreas em concerto.

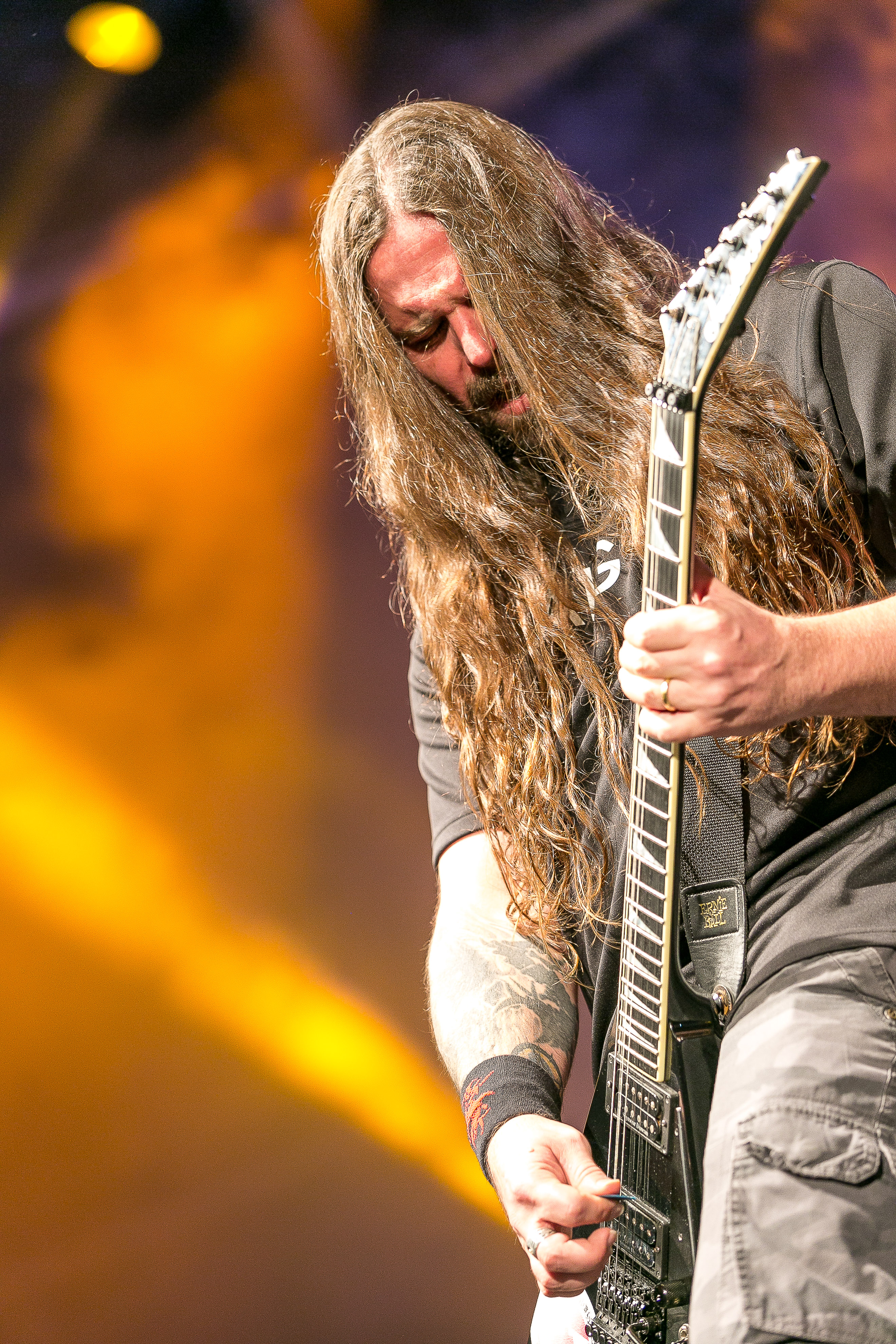
Andreas Kisser

Andreas Rudolf Kisser (São Bernardo do Campo, 24 de agosto de 1968) é um guitarrista, músico e compositor brasileiro, conhecido por tocar na banda de heavy metal Sepultura desde 1987. Além do Sepultura, Andreas Kisser também é guitarrista da banda latino-americana De La Tierra e da banda brasileira Kisser Clan, um projeto musical com seu filho Yohan Kisser. Juntos eles fazem covers de grandes bandas do metal mundial.
Kisser também foi guitarrista da superbanda Hail!, ao lado do baterista Jimmy DeGrasso (ex-Suicidal Tendencies e ex-Megadeth), do baixista David Ellefson (Megadeth) e do vocalista Ripper Owens (Yngwie Malmsteen e ex-Judas Priest).
Em 2009 lançou seu primeiro CD solo Hubris I & II, onde além de tocar, também canta. Hoje, também atua como radialista, sendo âncora do programa "Pegadas de Andreas Kisser" pela 89 FM A Rádio Rock.
Foi incluído na lista 30 maiores ícones brasileiros da guitarra e do violão (Categoria: Heróis Virtuosos) da revista Rolling Stone Brasil, em 2012.

## Biografia
Kisser nasceu em São Bernardo do Campo, estado de São Paulo, filho de mãe eslovena, de Maribor, e pai alemão. Seu pai era engenheiro mecânico e sua mãe professora e artista amadora. Em tenra idade, Kisser mostrou interesse pela música.
Tinha 10 anos quando começou a ouvir os discos dos Beatles de seus pais, Roberto Carlos e Tonico & Tinoco. Ele ganhou seu primeiro violão da avó e depois ganhou um segundo violão em um jogo de bingo. No início da adolescência, Kisser começou a tocar violão aprendendo acordes básicos do repertório da música popular brasileira e, posteriormente, músicas clássicas. Um amigo então apresentou Kisser ao hard rock com bandas como Queen e Kiss, que tiveram uma grande influência nele. Em 1983, foi ver o Kiss ao vivo em São Paulo e seu pai o levou ao Rock In Rio em 1985 para ver o AC/DC. Kisser finalmente conseguiu sua primeira guitarra elétrica, uma Giannini-Supersonic e um pedal de overdrive. A primeira guitarra de Kisser foi comprada por sua mãe. Algumas de suas principais influências consistiram então de Eric Clapton, Jimi Hendrix, Steve Howe, Tony Iommi, Ritchie Blackmore, Jimmy Page e Randy Rhoads.

## Carreira
Kisser começou a se apresentar em 1984 em uma banda chamada Esfinge, que formou com amigos de escola, onde tocava guitarra e cantava. A banda tocou essencialmente covers de bandas de heavy metal como Black Sabbath, Ozzy Osbourne, Iron Maiden, Venom e Metallica. Dois anos depois, a banda passou a se chamar Pestilence e, em 1987, gravou uma demo chamada Slaves of Pain. As músicas da demo foram posteriormente reutilizadas pelo Sepultura em seus álbuns Schizophrenia e Beneath the Remains. A Pestilence durou pouco e acabou se separando.[carece de fontes?]

### Sepultura

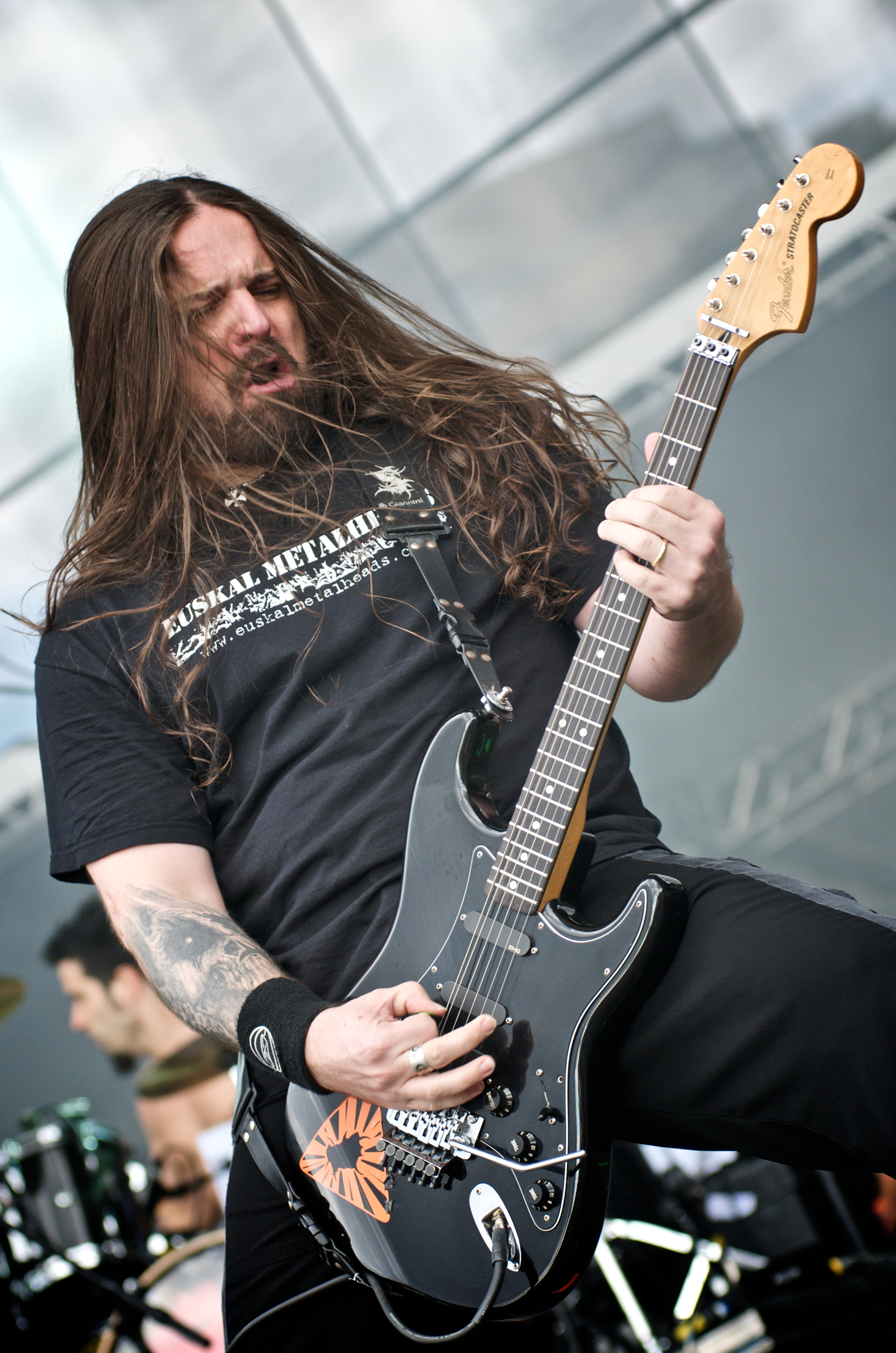
Andreas Kisser tocando com o Sepultura no Maquinária Festival

Em 1987, Kisser conheceu os membros do Sepultura e foi ver a banda tocar ao vivo enquanto estava em uma viagem de férias a Belo Horizonte. No dia do show, ele se juntou à banda como um roadie improvisado para o vocalista e guitarrista Max Cavalera. Ele também tocou com os membros durante os intervalos. Após a saída do guitarrista original Jairo Guedez, Kisser fez um teste para a posição de guitarrista principal. No mesmo ano, ele se apresentou com a banda pela primeira vez em Caruaru, Pernambuco, e gravou o álbum Schizophrenia. Sua entrada no Sepultura ajudou a moldar o som em evolução da banda.

"...ele trouxe novas ideias e influências para o Sepultura. O resultado foi Schizophrenia.""
Max Cavalera, sobre Andreas Kisser.
Nos álbuns Schizophrenia e Beneath the Remains, Kisser co-escreveu a letra com Max, enquanto toda a banda compôs as melodias. No álbum Arise, Kisser começou a escrever suas próprias músicas. Kisser também ocasionalmente faz vocais de apoio ao vivo e nos discos. Ele também liderou os vocais do Sepultura em 1996, no festival Castle Donington Monsters of Rock, quando Max Cavalera foi forçado a se ausentar para ir ao funeral de seu enteado Dana Wells.

### Hail!
Kisser também é membro da banda Hail!. O elenco rotativo da banda inclui Tim "Ripper" Owens, Paul Bostaph, David Ellefson, Mike Portnoy, Jimmy DeGrasso, Phil Demmel e Roy Mayorga. O Hail! foi formado no final de 2008 por David Ellefson e o gerente de música Mark Abbattista. A formação original da banda, composta por DeGrasso, Ellefson, Kisser e Owens, iniciou uma série de shows em 2009 no Chile. A anda então viajou pela Europa e fez um concerto exclusivo no Líbano. Em 2010, o Hail! participou de uma segunda turnê europeia e fez vários shows nos EUA com a seguinte formação: Andreas Kisser, Tim "Ripper" Owens, Paul Bostaph e James LoMenzo.

### De La Tierra
Em dezembro de 2012, Kisser formou o supergrupo latino-americano De La Tierra com Alex González, do Maná, Andrés Giménez, da A.N.I.M.A.L. e Ir. Flavio, da Los Fabulosos Cadillacs. A banda lançou pela primeira vez um teaser e várias gravações nos bastidores da gravação antes de lançarem seu single de estreia "Maldita Historia" em 2013.

### Composição para filme
Kisser trabalhou em três trilhas sonoras de filmes brasileiros. No filme No Coração dos Deuses, filme dramático de 1999, trabalhou na trilha sonora com Igor Cavalera e Mike Patton. A trilha sonora foi gravada no Estudio ION em São Paulo em junho de 1998 e produzida por André Moraes.[carece de fontes?] Em 2001, Kisser trabalhou ao lado de Tony Bellotto, Eduardo de Queirós e Charles Gavin na trilha sonora do premiado filme criminal Bellini e a Esfinge. Kisser colaborou novamente em 2008 na trilha sonora da sequência de Bellini e o Demônio.

### Trabalho solo
Em agosto de 2009, Kisser lançou seu álbum de estreia solo intitulado Hubris I & II. Quando não estava em atividade no Sepultura, Kisser experimentou ideias musicais, escreveu e gravou material de demonstração, algumas das quais nasceram 15 anos antes do lançamento do álbum. Em 2007, ele disponibilizou alguns vídeos curtos do processo de gravação em sua conta do YouTube. Kisser levou seis anos para completar o álbum, durante o qual ele cuidou de grande parte das tarefas de produção. Nos meses seguintes ao lançamento, o Kisser fez alguns shows pelo Brasil para promover o álbum e participou de um videoclipe da música "Em Busca Do Ouro". O álbum acabou sendo indicado ao Grammy Latino de 2010 na categoria "Melhor Álbum de Rock Brasileiro".

### Trabalho de convidado e colaborações

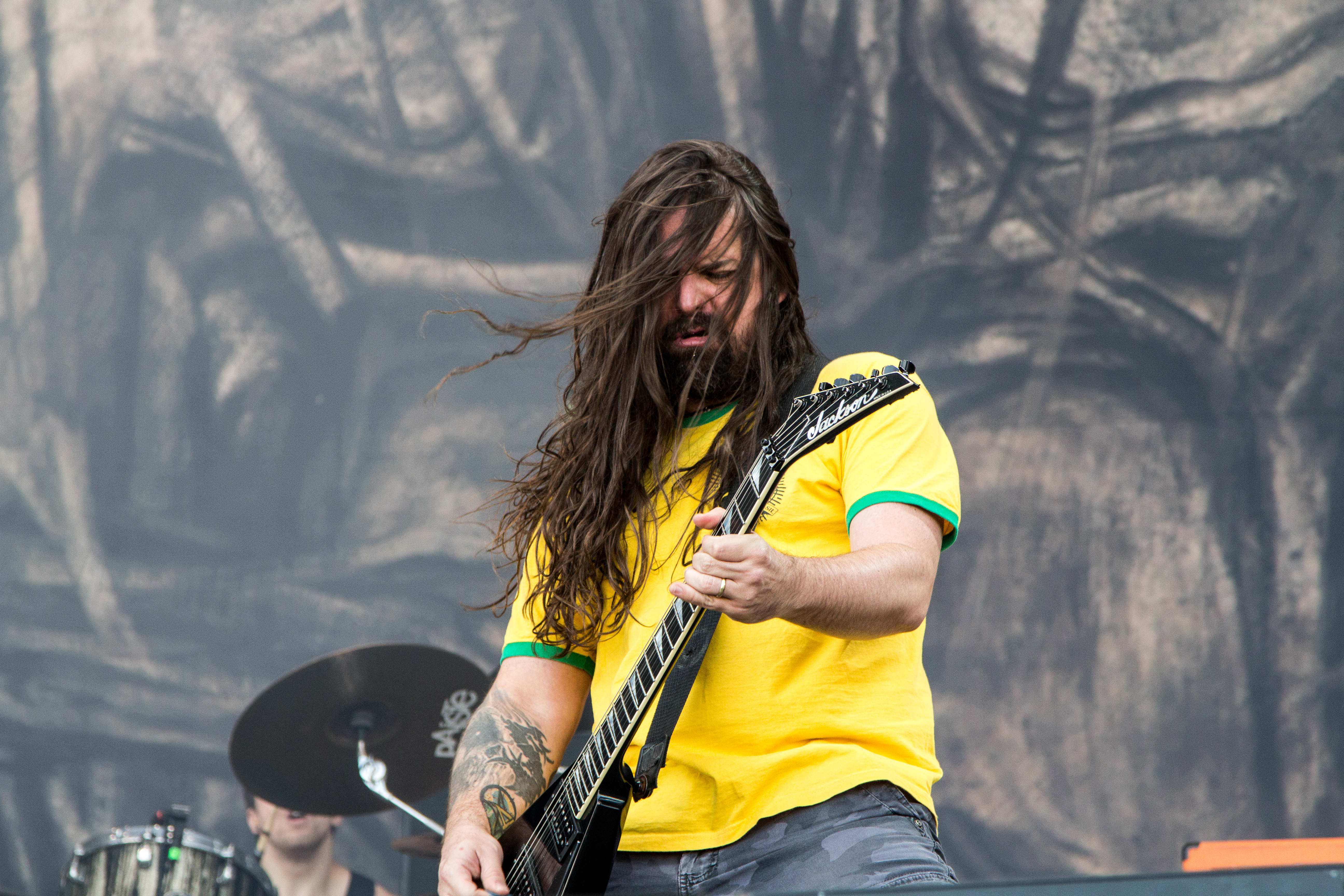
Andreas Kisser no Nova Rock Festival, em 2014

Kisser trabalhou em vários projetos musicais. Entre 1995 e 1996, gravou várias faixas demo com Jason Newsted e Tom Hunting sob diferentes nomes. Para o primeiro projeto, o trio gravou três faixas demo, com o nome Sexoturica, que mais tarde se tornaram parte do álbum de compilação IR8 vs. Sexoturica. Para o segundo projeto, chamado Quarteto da Pinga e que incluía Robb Flynn, gravaram duas faixas e uma capa. Em 1996, Kisser renovou sua colaboração com Newsted em outro projeto chamado Godswallop, que incluía Carl Coletti na bateria e Sofia Ramos nos vocais.
Além disso, Kisser fez várias participações especiais nos álbuns de outras bandas, fornecendo guitarra (principal ou adicional) e/ou vocal de apoio. Ele já participou de álbuns de bandas como Asesino, Astafix, Biohazard, Burning in Hell, Claustrofobia, Korzus, Krusader, Nailbomb, Ratos de Porão e The AK Corral. Em 2005, Kisser participou da gravação do álbum Roadrunner United. Ele tocou violão nas faixas "The Enemy", "Baptized in the Redemption" e "No Mas Control". Ele também tocou no concerto do 25º aniversário. Em 2008, Kisser trabalhou no álbum de tributo aos Beatles, Álbum Branco, que foi gravado no Bavini Studio, em São Paulo. Ele tocou violão nas faixas "Piggies" e "Helter Skelter".
Além de seu trabalho como músico, Kisser esteve envolvido em projetos como produtor. Em 1992, Kisser co-produziu o álbum do Hammerhead, chamado Shadow of a Time to Be. Em 2004, gravou três músicas para a banda de rock brasileira Sayowa, que apareceu no álbum de estreia da banda, Treme Terra. No mesmo ano, ele ajudou a produzir o álbum Check Mate, do Necromancia, e forneceu guitarra e vocais de apoio adicionais na faixa-título do álbum, "Greed Up To Kill".[carece de fontes?] Em 2006, ele produziu o segundo álbum de Sayowa. O álbum também foi co-produzido pela própria banda e Stanley Soares.

### Curiosidades
Em 1992, Kisser fez um teste sem sucesso para a posição temporária de guitarrista rítmico do Metallica, como substituto temporário de James Hetfield, que havia sofrido queimaduras graves na mão e no braço esquerdo durante um show ao vivo em Montreal. Kisser havia sido recomendado ao Metallica por Phil Rind, do Sacred Reich, que conhecia Jason Newsted.
Em 2008, ele participou do Scorpions Humanity World Tour no México e no Brasil como músico convidado, gravando o DVD "Amazônia - Live in the Jungle".
Em 2011, Kisser substituiu o guitarrista do Anthrax, Scott Ian, por algumas datas da turnê europeia (2 a 16 de julho), incluindo os shows do Big 4 Sonisphere Festival em Gotemburgo, Suécia, além de Knebworth, Reino Unido e Amnéville, França, já que Ian e sua esposa Pearl Aday estavam esperando o nascimento de seu primeiro filho.
Kisser fez alguns shows com a banda brasileira cover dos Beatles, o Clube Big Beatles, no The Cavern Club, em Liverpool, e em agosto de 2012, recebeu seu próprio tijolo no muro da fama do Cavern Club. Ele se tornou o primeiro brasileiro a ter um, e o primeiro guitarrista de metal moderno a ser homenageado dessa maneira.

## Discografia
| Carreira solo - 1999 - Trilha-sonora do filme "No Coração dos Deuses" (com André Moraes e Igor Cavalera) - 2009 - Hubris I & II Pestilence - 1987 - Slaves of Pain Sepultura - 1987 - Schizophrenia - 1989 - Beneath the Remains - 1991 - Arise - 1993 - Chaos A.D. - 1996 - Roots - 1998 - Against - 2001 - Nation - 2002 - Revolusongs - 2003 - Roorback - 2006 - Dante XXI - 2009 - A-Lex - 2011 - Kairos - 2013 - The Mediator Between Head and Hands Must Be the Heart - 2017 - Machine Messiah - 2020 - Quadra De la Tierra - 2014 - De la Tierra Sexoturica - 1995 - Spermogo Demo - 2003 - IR8 vs. Sexoturica Quarteto da Pinga - 1995 - Demo | Roadrunner United - 2005 - Roadunner United: The All Star Sessions The AK Corral - 2004 - A Different Brand Of Country Asesino - 2006 - Cristo Satánico Astafix - 2009 - End Ever Biohazard - 2001 - Uncivilization Burning in Hell - 2006 - Believe Claustrofobia - 2005 - Fulminant Clutch - 1993 - A Shogun Named Marcus Korzus - 2004 - Ties of Blood Krusader - 2009 - Angus Nailbomb - 1994 - Point Blank Necromancia - 2001 - Check Mate Os Paralamas do Sucesso - 2005 - Hoje Ratos de Porão - 1987 - Cada Dia Mais Sujo e Agressivo / Dirty and Aggressive Família Lima - 2015 - DVD Família Lima: 20 Anos (Música: Mourão) Claustrofobia - 2016 - Download Hatred Céu - 2021 - Um Gosto de Sol |

## Equipamentos
- 2 Guitarras Custom Seizi, uma equipada com um humbucker EMG na ponte e Sustainer Fernandes no braço, e uma equipada com 2 humbuckers para baixas afinações.
- 3 Guitarras Fender Stratocaster uma com humbucking dual coil Fender pick-up (in bridge position) and two Fender single coil pickups (HSS) and Floyd Rose Double Locking Tremolo System (guitars made in Fender's Ensenada, Mexico factory).
- Jackson Randy Rhoads
- Charvel Model 2, modified with stickers, EMG pickup and an Original Floyd Rose
- Mesa Boogie Strategy 500 Power Amp.
- Mesa Boogie Triaxis Pre Amp.
- 4 Mesa angled front 4x12 cabinets loaded with 75 watt celestion speakers
- Ampeg cabinets
- Rocktron Hush rackmounted noise suppressors
- Dunlop Cry Baby Andreas Kisser Signature Wah pedal
- ADA MP-1 MIDI Preamp and Marshall JCM 800 2204 (during Arise, limited use in Chaos A.D.)
- Dunlop Picks 0.88mm
- In studio he also uses Marshall JCM 900, Peavey 5150, Meteoro MAK 3000.

## Vida pessoal

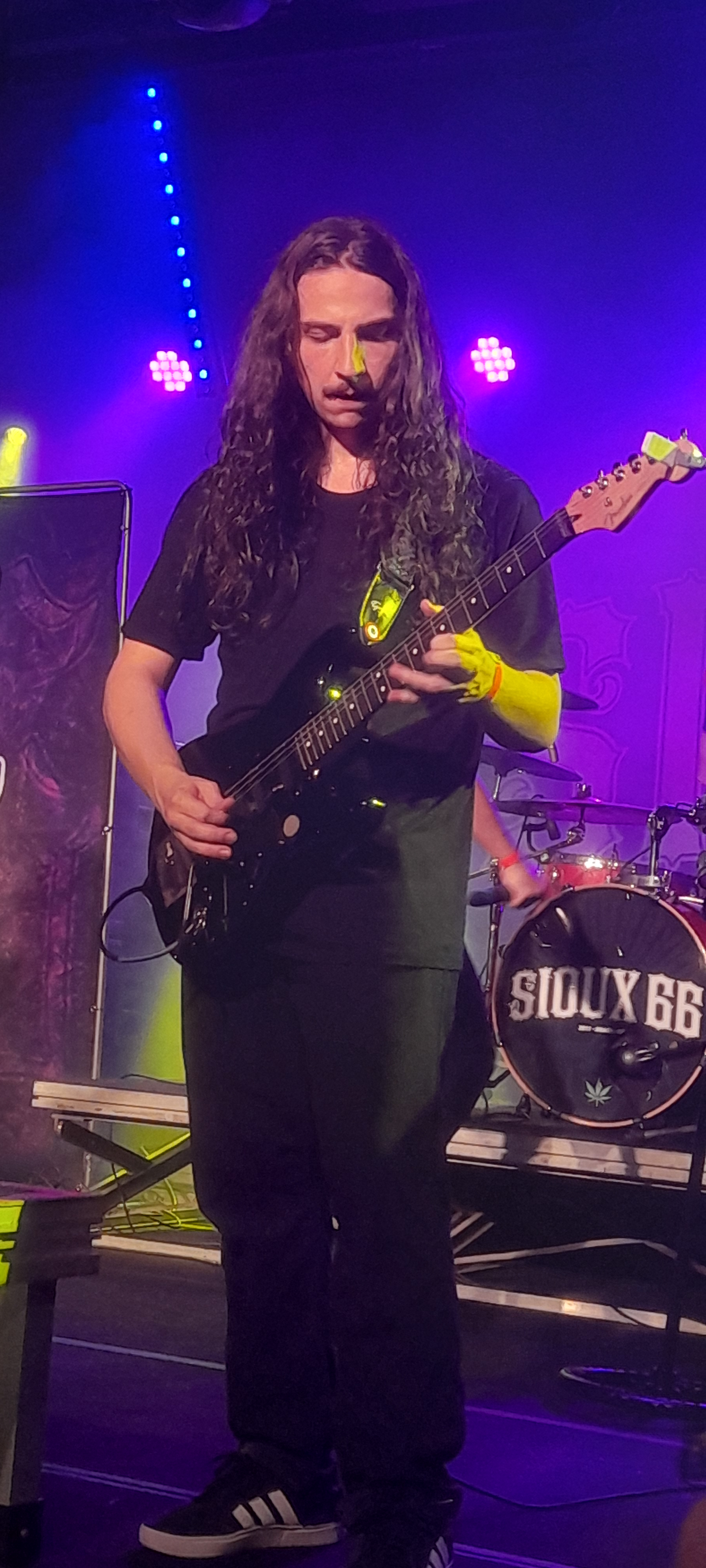
Yohan, filho do meio de Andreas, se apresentando com sua banda Sioux 66 em 2023.

Andreas foi casado com Patrícia Perissinotto Kisser de 1995 a 2022, e com ela teve três filhos: Giulia Kisser (1995), Yohan Kisser (1997) e Enzo Kisser (2005). Patrícia morreu no dia 3 de julho de 2022, em decorrência de um câncer de cólon.
Kisser é o primeiro artista brasileiro a ter o nome eternizado com um tijolo comemorativo no "Muro da Fama" do lendário Cavern Club, em Liverpool, na Inglaterra. A cerimônia aconteceu, no mesmo dia do aniversário de Andreas (24 de agosto), durante a "Beatles Week 2012".
É torcedor fanático do São Paulo Futebol Clube.